# Athyrium micropterum
Athyrium micropterum là một loài dương xỉ trong họ Athyriaceae. Loài này được ex Fraser-Jenk. mô tả khoa học đầu tiên năm 1997.
Danh pháp khoa học của loài này chưa được làm sáng tỏ. 